# かからん団子

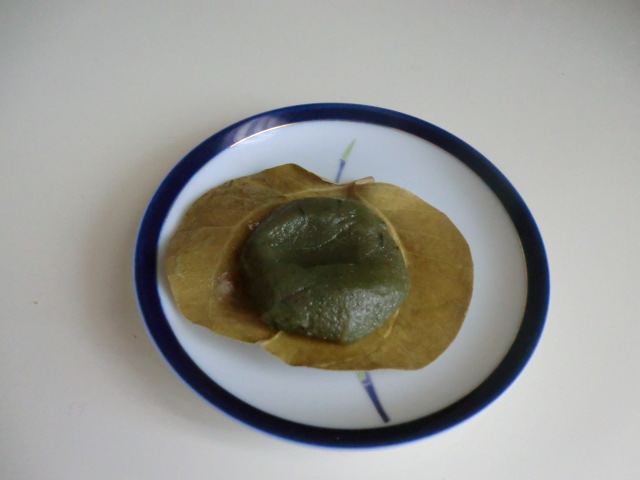
かからん団子

かからん団子とは、鹿児島県の薩摩半島中部～南部・大隅半島、種子島、屋久島でつくられる草餅の一種。
ヨモギなどを練りこんだ餅を黒餡などで包み、「かからんの葉」（サルトリイバラの葉）で包んだものである。「病気にかからん」の意味もかけられているとされる。
以前は大衆和菓子で、地元の和菓子店が細々と作るケースが大半であったが、今日では株式会社敏太郎（旧社名：株式会社南海屋）が「かからん団子本舗」を販売展開し、アミュプラザ鹿児島・鹿児島空港売店・土産専門店などでも売られている。